# Spurio Postumio Albino (console 186 a.C.)
Spurio Postumio Albino (in lingua latina: Spurius Postumius, Luci filius, Albinus) (fl. II secolo) è stato un politico romano, console dell'anno 186 a.C..

## Biografia
Si trovò ad affrontare lo scandalo dei Baccanali: a causa di una eccessiva diffusione dei culti bacchici nel 186 a.C. il Senato romano, seguendo il consiglio di Marco Porcio Catone, emise un senatoconsulto, noto come Senatus consultum de Bacchanalibus al fine di sciogliere il culto distruggendo i templi, confiscando i beni, arrestando i capi ed effettuando la persecuzione degli adepti.
Nel 189 a.C. era stato pretore urbano. Per l'anno 186 a.C. fu affiancato nel consolato da Quinto Marcio Filippo.
Tito Livio (Ab Urbe Condita, XXXIX, 15.11) attribuisce proprio a Spurio Postumio Albino il celebre discorso che deplora e dichiara illegittime le riunioni notturne degli adepti dei culti bacchici.